# 서울 재동 백송
서울 재동 백송(서울 齋洞 白松)은 서울특별시 종로구 재동에 있는 백송이다. 1962년 12월 7일 대한민국의 천연기념물 제8호 '서울 재동의 백송(서울 齋洞의 白松)'으로 지정되었다가, 2008년 현재의 명칭으로 변경되었다.

## 정보
대한민국 헌법 재판소 구내에 있는 이 백송은 한 그루이지만 뿌리 근처에서 둘로 갈라져 두 그루인 것처럼 자랐다. 나무 높이는 약 17 미터, 밑 부분의 줄기 둘레가 3.8 미터 정도다. 남서쪽 줄기의 둘레가 2.4 미터, 동쪽 줄기의 둘레는 1.9 미터다.
나이는 흔히 600년으로 추정되며 명나라의 사신이 선물을 했다는 전설이 있지만 확실하지 않으며 과장되어 있을 가능성이 높다. 서울 통의동의 백송이 1990년에 고사한 뒤 대한민국 최고령 백송이 되었다.

## 내력
언제 어떻게 이 자리에 백송이 있게 되었는가는 잘 알려져 있지 않다. 다만 이곳에 헌법재판소가 들어서기 이전에는 창덕여자고등학교의 구내에 있는 백송이었고 구한말에는 신정왕후의 친정이 있던 곳이라고 한다. 아들 헌종의 즉위로 왕대비가 되고 철종 때 대왕대비로 진봉된 신정왕후의 친정에는 흥선대원군이 자주 드나들었는데, 안동 김씨의 세도 정치를 종식시키고 왕권을 다시 강화하려는 모의가 이 백송이 지켜보는 사랑채에서 이루어졌으며 이 무렵 백송의 밑둥이 별나게 희어져 대원군이 성사를 확신했다는 이야기가 전해진다.

## 같이 보기
- 대한민국 헌법재판소

## 교통
- 서울 지하철 3호선 안국역 1번 출구.

## 참고 도서
- 문화재청, 《문화재이야기여행 천연기념물 100선 보관됨 2016-08-28 - 웨이백 머신》, pp10-15, 2016-03-31

## 참고 자료
- 서울 재동 백송 - 국가유산청 국가유산포털
- 서울 재동의 백송 보관됨 2007-03-14 - 웨이백 머신 - 남북의 천연기념물